# Taingy
Taingy és un municipi francès, situat al departament del Yonne i a la regió de Borgonya - Franc Comtat. L'any 2007 tenia 299 habitants.

## Demografia

### Població
El 2007 la població de fet de Taingy era de 299 persones. Hi havia 141 famílies, de les quals 51 eren unipersonals (20 homes vivint sols i 31 dones vivint soles), 47 parelles sense fills, 31 parelles amb fills i 12 famílies monoparentals amb fills.
La població ha evolucionat segons el següent gràfic:
Habitants censats

### Habitatges
El 2007 hi havia 226 habitatges, 146 eren l'habitatge principal de la família, 70 eren segones residències i 9 estaven desocupats. 213 eren cases i 13 eren apartaments. Dels 146 habitatges principals, 123 estaven ocupats pels seus propietaris, 15 estaven llogats i ocupats pels llogaters i 9 estaven cedits a títol gratuït; 15 tenien dues cambres, 29 en tenien tres, 31 en tenien quatre i 71 en tenien cinc o més. 131 habitatges disposaven pel capbaix d'una plaça de pàrquing. A 72 habitatges hi havia un automòbil i a 50 n'hi havia dos o més.

### Piràmide de població
La piràmide de població per edats i sexe el 2009 era:
| Homes | Edats   | Dones |
| ----- | ------- | ----- |
| 0     | 95 o +  | 0     |
| 4     | 90 a 94 | 4     |
| 0     | 85 a 89 | 0     |
| 0     | 80 a 84 | 4     |
| 20    | 75 a 79 | 8     |
| 12    | 70 a 74 | 12    |
| 8     | 65 a 69 | 20    |
| 8     | 60 a 64 | 0     |
| 4     | 55 a 59 | 8     |
| 12    | 50 a 54 | 8     |
| 12    | 45 a 49 | 12    |
| 16    | 40 a 44 | 4     |
| 4     | 35 a 39 | 8     |
| 0     | 30 a 34 | 0     |
| 4     | 25 a 29 | 4     |
| 12    | 20 a 24 | 4     |
| 12    | 15 a 19 | 8     |
| 4     | 10 a 14 | 8     |
| 0     | 5 a 9   | 0     |
| 0     | 0 a 4   | 0     |

## Economia
El 2007 la població en edat de treballar era de 178 persones, 125 eren actives i 53 eren inactives. De les 125 persones actives 111 estaven ocupades (66 homes i 45 dones) i 14 estaven aturades (9 homes i 5 dones). De les 53 persones inactives 28 estaven jubilades, 9 estaven estudiant i 16 estaven classificades com a «altres inactius».

### Ingressos
El 2009 a Taingy hi havia 146 unitats fiscals que integraven 307 persones, la mediana anual d'ingressos fiscals per persona era de 18.398 €.

### Activitats econòmiques
Dels 9 establiments que hi havia el 2007, 1 era d'una empresa extractiva, 4 d'empreses de construcció, 1 d'una empresa de comerç i reparació d'automòbils, 1 d'una empresa de transport, 1 d'una empresa d'hostatgeria i restauració i 1 d'una empresa classificada com a «altres activitats de serveis».
Dels 6 establiments de servei als particulars que hi havia el 2009, 1 era una oficina de correu, 2 paletes, 1 lampisteria, 1 electricista i 1 restaurant.
L'any 2000 a Taingy hi havia 17 explotacions agrícoles que ocupaven un total de 1.708 hectàrees.

## Poblacions més properes
El següent diagrama mostra les poblacions més properes.